# Klodian Qafoku
Klodian Qafoku, född 8 mars 1980 i Skrapar, är en albansk kompositör och musiker. Qafoku komponerade låten "Zjarr e ftohtë" som representerade Albanien i Eurovision Song Contest 2006 framförd av Luiz Ejlli.
Qafoku föddes i staden Skrapar 1980, men är bosatt i landets huvudstad Tirana. 1999 började han studera vid Akademia e Arteves musikaliska fakultet med inriktning på komposition. 2002 vann han en utmärkelse för unga kompositörer kallad Çesk Zadeja i Tirana. 2003 examinerade han från Akademia e Arteve. 2004 kom han på tredje plats i samma tävling för unga kompositörer. Han har arbetat som pedagog vid Akademia e Arteve.
Vid 25 års ålder, under hösten 2005, komponerade han låten "Zjarr e ftohtë" (eld och kyla) som Luiz Ejlli kom att framföra vid Festivali i Këngës 44, Albaniens uttagning till Eurovision Song Contest 2006. Låten skrevs av rapparen Dr. Flori (Florian Kondi). Med låten tog sig Ejlli till tävlingens final, som han även lyckades vinna och låten kom därmed att tävla för Albanien i Eurovision. Med låten deltog Ejlli i Eurovisions semifinal och fick där 58 poäng vilket räckte till att sluta på 14:e plats av de 10 som gick vidare vilket innebar att bidraget slogs ut ur tävlingen. Ejlli var 18 poäng från att nå en 10:e plats och därmed nå finalen.
Året efter segerbidraget komponerade han låten "Por ti mos trego", som Amarda deltog i Festivali i Këngës 45 med. I finalen slutade hon 4:a med 48 poäng. 2008 komponerade han låten "Kur buzët hënën e kafshojn" som Emi Bogdo deltog i Festivali i Këngës 47 med. I finalen slutade Bogdo på 17:e plats av 20 bidrag. Året därpå komponerade han låten "Sekreti i dashurisë" åt den unga sångerskan Dorina Garuci. Garuci ställde upp i Festivali i Këngës 48 med låten och fick i finalen 78 poäng och slutade 8:a i tävlingen. För tredje året i rad gjorde Qafoku ett bidrag till Festivali i Këngës då han 2010 stod bakom Marjeta Billos bidrag "Përjetësi" som dock slogs ut i semifinalen. Året därefter deltog Billo med låten "Vlen sa një jetë" i Festivali i Këngës 50, som Qafoku komponerat. 
Sommaren 2013 komponerade han Ponis sommarhit "Xhan Xhan".
2013 nådde Qafoku sitt hittills näst bästa resultat i tävlingen då han i Festivali i Këngës 52 komponerade låten "Me ty" framförd av Klodian Kaçani. I finalen fick Kaçani näst flest poäng av alla och slutade tvåa i tävlingen endast slagen av segrande Hersiana Matmuja.
2014 står han som kompositör bakom låten "Vetëm ti" som kommer att framföras av Rezarta Smaja i Festivali i Këngës 53. Låten är skriven av Dr. Flori.
2016 komponerade han musiken till låten "Botë" som Lindita Halimi vann Festivali i Këngës 55 med. Detta innebär att låten blir hans andra bidrag i Eurovision Song Contest.